# Cabudare (Venezuela)
Pour les articles homonymes, voir Cabudare.
Cabudare est une ville de l'État de Lara au Venezuela, capitale de la paroisse civile de Cabudare et chef-lieu de la municipalité de Palavecino. Elle est située à environ 15 kilomètres de Barquisimeto, la capitale de l'État. En 2001, sa population est estimée à 119 671[réf. nécessaire] habitants sur les 134 402 que compte la municipalité.

## Histoire
La ville a été fondée en octobre 1785 par l'évêque Mariano Martí.